# Heterocerus fenestratus
Heterocerus fenestratus là một loài bọ cánh cứng trong họ Heteroceridae. Loài này được Thunberg miêu tả khoa học đầu tiên năm 1784.